# 東部標準時
| UTC-3:30 | ニューファンドランド標準時 （ニューファンドランド夏時間はUTC-2:30） |
| UTC-4    | 大西洋標準時（大西洋夏時間はUTC-3）                                 |
| UTC-5    | 東部標準時（東部夏時間はUTC-4）                                     |
| UTC-6    | 中部標準時（中部夏時間はUTC-5）                                     |
| UTC-7    | 山岳部標準時（山岳部夏時間はUTC-6）                                 |
| UTC-8    | 太平洋標準時（太平洋夏時間はUTC-7）                                 |
| UTC-9    | アラスカ標準時（アラスカ夏時間はUTC-8）                             |
| UTC-10   | ハワイ・アリューシャン標準時                                        |

| UTC+10 | チャモロ標準時 |
| UTC-11 | サモア標準時   |

東部標準時（とうぶひょうじゅんじ、英語: Eastern Standard Time: 略称EST、または、英語: Eastern Time Zone）は、協定世界時 (UTC) を5時間遅らせた標準時である。「-0500(EST)」のように表示する。
なお、夏時間では協定世界時より4時間遅れ、東部夏時間（Eastern Daylight Time: 略称EDT）と呼ばれている。
つまり、通常では日本より14時間遅れ、夏時間採用時のみ13時間遅れている。
（アラスカ州・ハワイ州を除いた）アメリカ合衆国本土にある4つの時間帯のうち一番先行する時間帯で、首都ワシントンD.C.やニューヨーク市のほか、東海岸の諸都市がこの時間帯に属する。カナダでは首都オタワ、モントリオール、トロントなど主要都市部がこの時間帯に属する。
ESTとEDTの切り替わりの方式について：
3月の第2回目の日曜日の午前2:00（EST）になると夏時間の午前3:00(EDT)に切り替わる（1時間時計の針を進める）、それゆえ午前2時台は飛ばされるので無い。
そうして11月の最初の日曜日の午前2:00（EDT)になると（1時間時計の針を戻して）午前1:00(EST)に切り替わるので、つまり午前1時台を二度繰り返すことになる。しかしパナマとカリブについては（緯度が低い地域なので）夏時間は実施されない。

## 名称
アメリカとカナダでは、この時刻帯は総称的に東部時間(ET)と呼ばれる。
具体的に述べる場合は、標準時は東部標準時(EST)、夏時間は東部夏時間(EDT)を使用する。

## テレビ番組の時間表記
アメリカ合衆国のテレビ番組の時間表記で、『8/7c』や『9/8c』等の表記が時々見受けられる。意味としては、cの表記がある部分が中部標準時または中部夏時間（Central Standard Time/Central Daylight Time）を指すので、例えば『10/9c』の場合は、東部時間で午後10時、中部時間で午後9時という意味合いになる。
『8/7c/5p』等3つの時間の表記がある場合も考え方は大きく変わらず、東部時間で午後8時、中部時間で午後7時、太平洋時間で午後5時という意味を持つ。
番組によっては『9/8c/9p』のように、アメリカ全土で同時放映せずにあえてゴールデンタイムに合わせるような放送をしている場合も多々ある。

## 該当地域

### 北米

#### アメリカ合衆国

一番右の薄い水色が東部標準時の地域

##### 州全域
- ウェストバージニア州
- オハイオ州
- コネチカット州
- サウスカロライナ州
- ジョージア州
- デラウェア州
- ニュージャージー州
- ニューハンプシャー州
- ニューヨーク州
- ノースカロライナ州
- バージニア州
- バーモント州
- ペンシルベニア州
- マサチューセッツ州
- メイン州
- メリーランド州
- ロードアイランド州
- ワシントンD.C.

##### 州の一部地域
- アラバマ州フェニックスシティ周辺（非公式）
- インディアナ州のほとんどの地域（シカゴ都市圏の6郡（ジャスパー郡、スターク郡、ニュートン郡、ポーター郡、ラポート郡、レイク郡）およびエバンズビル都市圏の6郡（ウォリック郡、ギブソン郡、スペンサー郡、バンダーバーグ郡、ペリー郡、ポージー郡）を除く）
- ケンタッキー州の東半分（ミード郡、ハーディン郡、ラルー郡、テイラー郡、ケーシー郡、プラスキ郡、ウェイン郡以東）
- テネシー州の東1/3の地域（ブレッドソー郡、カンバーランド郡、マリオン郡を除く東部テネシー（英語版））
- フロリダ州のほとんどの地域（アパラチコーラ川およびガルフ郡南部以東）
- ミシガン州のほとんどの地域（ウィスコンシン州に接するアッパー半島の4郡（アイアン郡、ゴギービック郡、ディキンソン郡、メノミニー郡）を除く）

#### カナダ
- オンタリオ州
  - ほとんどの地域（西経90度線以東）
  - アティコーカン（英語版）エリアおよびピックルレイク（英語版）エリア（夏時間なし）
- ケベック州のほとんどの地域（西経63度線以西）
- ヌナブト準州のうち
  - サウサンプトン島（夏時間なし）
  - サウサンプトン島を除く西経85度線以東

### 中米

#### メキシコ
- キンタナ・ロー州（夏時間なし）

#### その他
- パナマ（夏時間なし）

### カリブ海地域

#### 独立国
- キューバ
- ジャマイカ（夏時間なし）
- ハイチ
- バハマ

#### 海外領土など
- イギリス
  -  ケイマン諸島（夏時間なし）
  -  タークス・カイコス諸島

## 主な大都市圏
- アトランタ
- インディアナポリス
- ウィルミントン (デラウェア州)
- ウィンザー
- ウースター (マサチューセッツ州)
- オーガスタ (ジョージア州)
- オーランド
- オールバニ (ニューヨーク州)
- オシャワ (オンタリオ州)
- オタワ
- キー・ウェスト
- キト (エクアドル)
- キングストン (ジャマイカ)
- グアヤキル
- グランドラピッズ (ミシガン州)
- クリーブランド (オハイオ州)
- グリーンビル (サウスカロライナ州)
- ケベック・シティー
- コロンバス (オハイオ州)
- コロンビア (サウスカロライナ州)
- サドベリー大都市圏
- サンダーベイ (オンタリオ州)
- シャーロット (ノースカロライナ州)
- ジャクソンビル (フロリダ州)
- シラキューズ (ニューヨーク州)
- シンシナティ
- スプリングフィールド (マサチューセッツ州)
- タンパ
- チャールストン (ウェストバージニア州)
- チャールストン (サウスカロライナ州)
- チャタヌーガ
- デトロイト
- トレントン (ニュージャージー州)
- トロント
- ナッソー
- ニューヨーク
- ノックスビル (テネシー州)
- ハートフォード (コネチカット州)
- バーリントン (バーモント州)
- バッファロー (ニューヨーク州)
- パナマシティ
- ハバナ
- ハミルトン (オンタリオ州)
- ハンプトンローズ (バージニア州)
- ピッツバーグ
- フィラデルフィア
- フォートウェイン
- プロビデンス (ロードアイランド州)
- ポートランド (メイン州)
- ボゴタ (コロンビア)
- ボストン
- ボルチモア
- ポルトープランス
- マイアミ
- マンチェスター (ニューハンプシャー州)
- メデジン (コロンビア)
- モントリオール
- ラパス
- リッチモンド (バージニア州)
- リマ
- ルイビル (ケンタッキー州)
- レキシントン (ケンタッキー州)
- ローリー (ノースカロライナ州)
- ロチェスター (ニューヨーク州)
- ワシントンD.C.